# Les vieux sont tombés sur la tête
Les vieux sont tombés sur la tête (France) ou Le Jeune Homme et la Mer (Québec) (The Old Man and the 'C' Student) est le 20e épisode de la saison 10 de la série télévisée d'animation Les Simpson.

## Synopsis
Springfield est candidate pour organiser les jeux olympiques d'été grâce à Lisa. Mais Bart commet une bêtise et à cause de cela Springfield est éliminée. Comme punition, le principal Skinner envoie le garçon travailler à la maison de retraite en guise de travail d'intérêt général. Lisa y travaille déjà en tant que bénévole et Bart se rend compte que les petits vieux ont une vie ennuyeuse et sans surprise. Il décide alors de les faire embarquer sur un bateau mais celui-ci est coupé en deux par un voilier et le bateau coule. Heureusement, Homer avait acheté beaucoup de ressorts pour faire la mascotte des J.O. mais a dû les jeter par les WC sous demande de Marge et le bateau des vieux rebondit dessus. Finalement, tout le monde est sauvé.

## Guest Star
- Régent Lacoursière (lui même)